# アダムスブリッジ
座標: 北緯9度07分16秒 東経79度31分18秒 / 北緯9.1210度 東経79.5217度

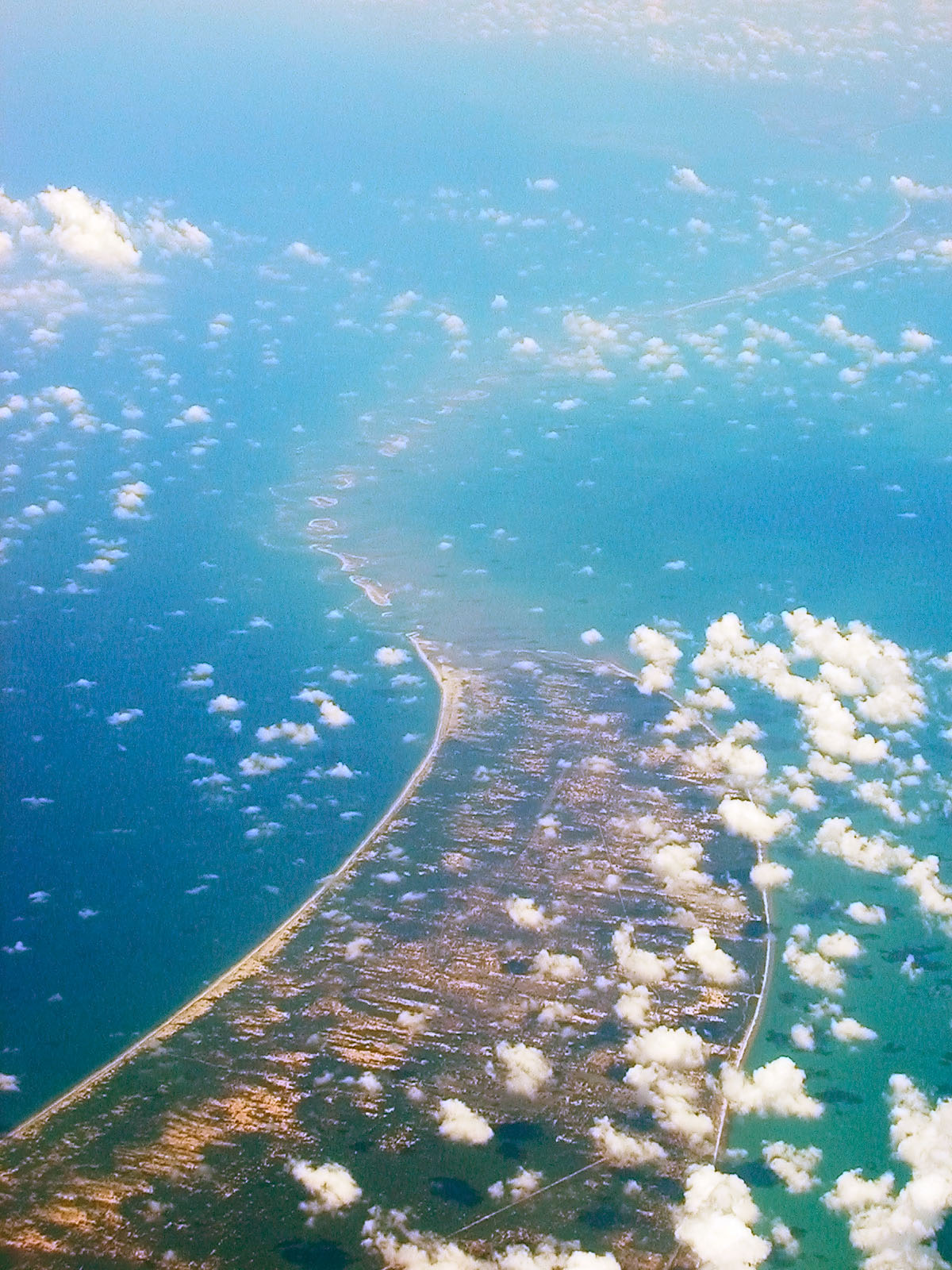
空から見たアダムス・ブリッジ

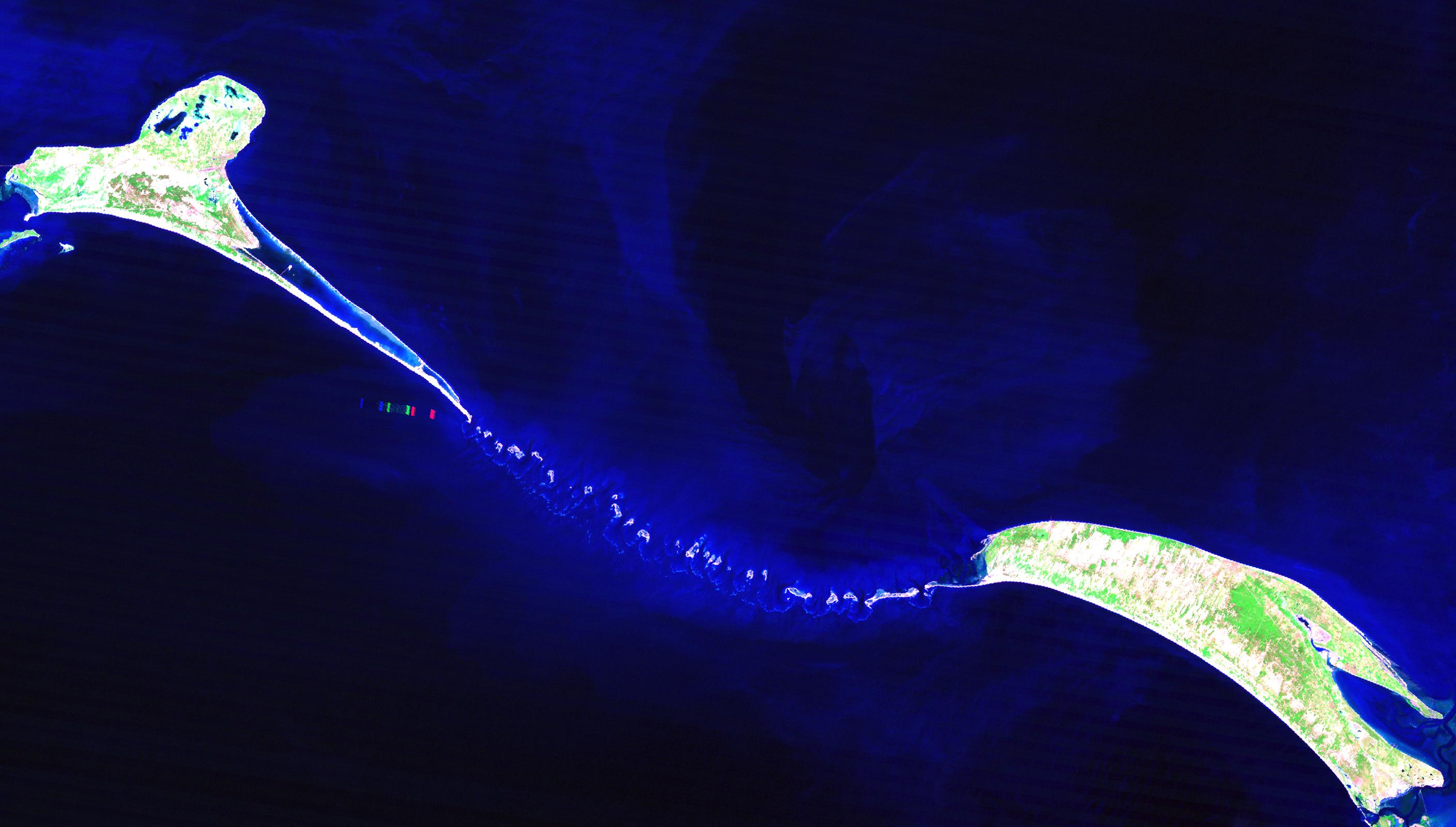
アダムスブリッジの衛星画像。北が上（右がスリランカ、左がインド）

アダムスブリッジ (タミル語:ஆதாமின் பாலம்、英語:Adam’s Bridge) は、インドとスリランカの間のポーク海峡にある、石灰岩でできた砂州と浅瀬の連なりである。ラーマズ・ブリッジ (Rama’s Bridge) とも。
長さ48kmで、北のポーク海峡と南のマンナール湾を隔てる。103のサンゴ礁と7つの小島からなり、それらが橋脚のように点在するが、地質学的成因は未解明である。
水深は1～10mと浅く、船舶の航行を困難にしている。記録によると1480年のサイクロンの被害を受ける前は更に浅く、歩いて渡ることが出来たという。

## 名称
現地では「ラーマの橋」と呼ばれ、タミル語で「イラーマル・パーラム (இராமர் பாலம் Irāmar Pālam)」、ヒンディー語などで「ラーム・セートゥ (रामसेतु Ram setu)」と言う。これは、インドの古代叙事詩『ラーマーヤナ』においてラーマ王子がシータ姫を助けにランカー島へ渡る際に、ここに橋を架けたという伝承に基づいている。
『ラーマーヤナ』の伝説に基づき、西洋に初めて紹介されたのは9世紀で、アラブ人歴史家が「海の橋」と名付けた。18世紀のオランダの地図にも同名で記載された。アダムズ・ブリッジとしたのは1804年のイギリスの地図で、スリランカにあるアダムスピークに、この世で最初の人間であるアダムが行く時に渡ったという伝説に基づいている。

## 交通

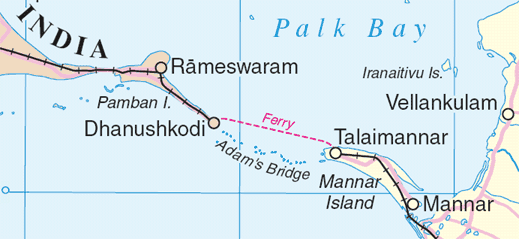
地図

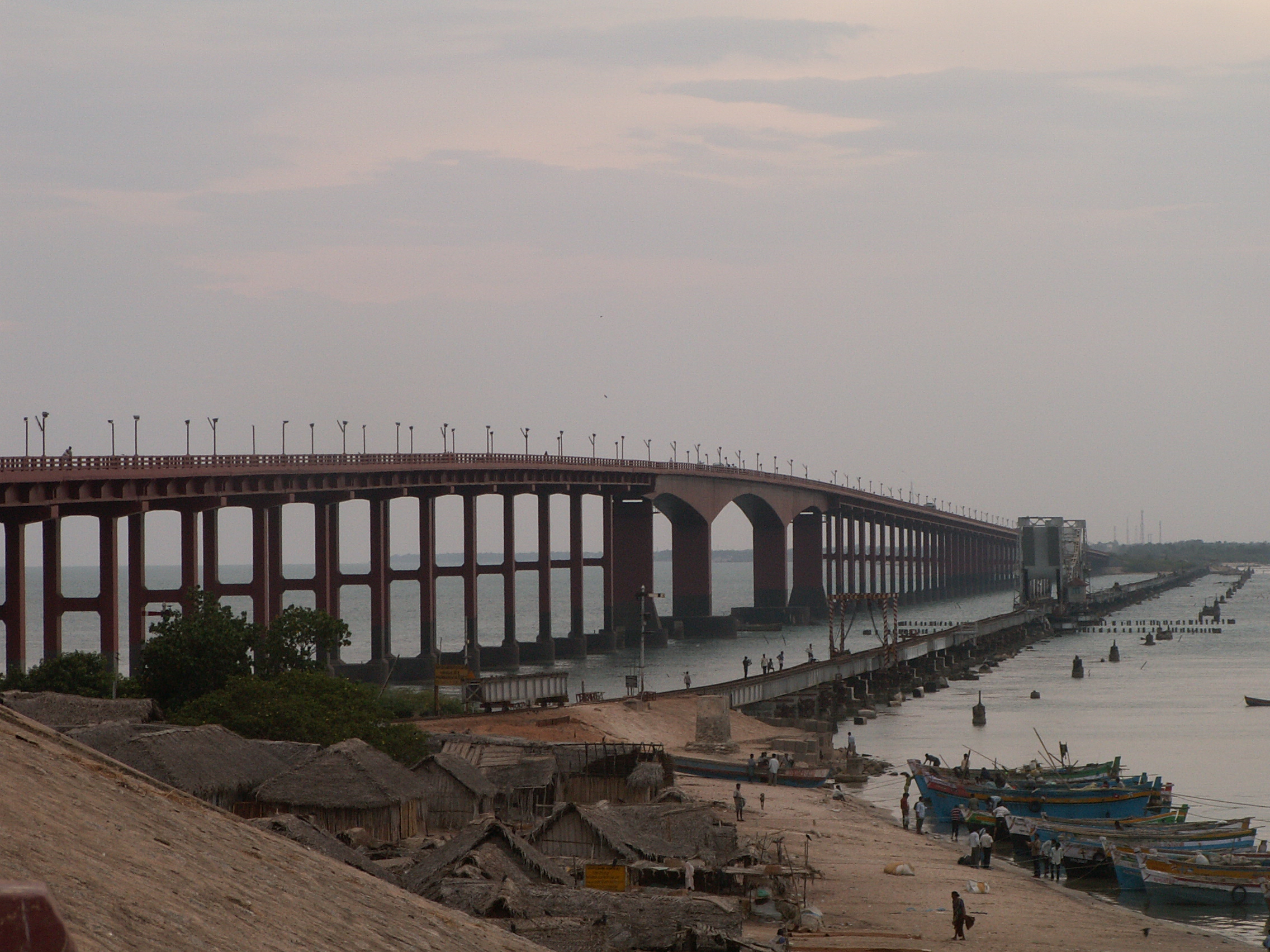
パーンバン橋

インド本土からパーンバン橋が2km沖のパーンバン島までを結んでおり、道路と鉄道が走る。この島からスリランカのマンナール島（タライマンナール）までフェリーが運航する。従ってチェンナイからコロンボまで鉄道・フェリー・鉄道を乗り継いで行ける切符を買うことが出来るが、両国の紛争で、しばしばサービスが中断している。インド政府は大型船の航行のために2001年に浚渫計画を立てたが、宗教・経済・環境などの理由から反対を受け、実現していない。